# Neolapethus orientalis
Neolapethus orientalis is een keversoort uit de familie dwerghoutkevers (Cerylonidae). De wetenschappelijke naam van de soort werd in 1985 gepubliceerd door Sengupta & Pal.